# 1985 en Suisse
Chronologie de la Suisse
- 1981
- 1982
- 1983
- 1984
- 1985
- 1986
- 1987
- 1988
- 1989

Cet article présente les faits marquants de l'année 1985 en Suisse.

## Gouvernement en 1985
- Conseil fédéral[1]:
  - Kurt Furgler PDC, président de la Confédération
  - Alphons Egli PDC, vice-président de la Confédération
  - Leon Schlumpf UDC
  - Pierre Aubert PSS,
  - Elisabeth Kopp PRD,
  - Jean-Pascal Delamuraz PRD
  - Otto Stich PSS

## Évènements

### Janvier
Mardi 1er janvier 
- La vignette est obligatoire pour circuler sur les autoroutes.
- La vitesse est limitée à 120 km/h sur les autoroutes et à 80 km/h, entre les localités, sur les routes.
- Entrée en vigueur de l’ordonnance du 4 juillet 1984 réglementant les preuves documentaires de l’origine des marchandises en matière de commerce extérieur[2].

 Lundi 7 janvier 
- Une vague de froid s’abat sur l’Europe. La température la plus basse est mesurée à La Brévine, où le thermomètre enregistre −41,5 °C.

 Dimanche 20 janvier 
- Élections cantonales en Argovie. Kurt Lareida (PRD), Ulrich Siegrist(UDC), Hans Joerg Huber (PDC) et Arthur Schmid (PSS) sont élus au Conseil d’État lors du 1er tour de scrutin.

### Février
Samedi 16 février 
- Pour la vingt-cinquième fois de son histoire, le HC Davos devient champion de Suisse de hockey-sur-glace.

 Dimanche 17 février 
- Le bassin lémanique, le Valais et le Pays-d'Enhaut subissent des chutes de neige record : 39 cm de neige fraîche à Genève et 50 cm à Château-d'Œx.

 Lundi 18 février 
- Décès du peintre Otto Tschumi

 Dimanche 24 février 
- Élections cantonales en Argovie. Victor Rickenbach (PRD) est élu au Conseil d’État lors du 2e tour de scrutin.

### Mars
Samedi 2 mars 
- Une avalanche descend sur la route Täsch-Zermatt. Elle emporte un minibus et une voiture. On dénombre onze victimes.

 Dimanche 3 mars 
- Élections cantonales en Valais. Bernard Bornet (PDC) et Raymond Deferr (PDC) sont élus au Conseil d’État lors du 1er tour de scrutin.

 Dimanche 3 mars 
- Élections cantonales en Valais. Richard Gertschen (PDC), Bernard Comby (PRD) et Hans Wyer (PDC) sont élus au Conseil d’État lors du 2e tour de scrutin.

 Dimanche 10 mars 
- Votations fédérales. Le peuple approuve, par 802 882 oui (58,5 %) contre 570 221 non (41,5 %), l’arrêté fédéral supprimant les subventions pour l'instruction primaire.
- Votations fédérales. Le peuple approuve, par 726 781 oui (53,0 %) contre 644 649 non (47,0 %), l’arrêté fédéral supprimant l'obligation incombant à la Confédération d'allouer des subventions dans le domaine de la santé publique.
- Votations fédérales. Le peuple rejette, par 716 717 non (52,4 %) contre 651 854 oui (47,6 %), l’arrêté fédéral sur les subsides de formation.
- Votations fédérales. Le peuple rejette, par 918 728 non (65,2 %) contre 489 952 oui (34,8 %), l'initiative populaire « Extension de la durée des vacances payées ».

 Mardi 19 mars 
- Un attentat au plastic pulvérise les installations électriques de l'usine d'aluminium de Martigny.

 Dimanche 31 mars 
- Quatre jeunes skieurs valaisans sont emportés par une avalanche à Ovronnaz.

### Avril
Mardi 2 avril 
- Élections cantonales à Neuchâtel. En ballottage général à l’issue du 1er tour de scrutin, Pierre Dubois (PSS), Rene Felber (PSS), Jean Cavadini (PLS), Jean-Claude Jaggi (PLS) et Andre Brandt (PRD) sont élus tacitement au Conseil d’État.

 Jeudi 18 avril 
- Six skieurs périssent dans une avalanche qui s'est déclenchée au Val Gravas, dans les Grisons.

 Samedi 20 avril 
- Décès de l’ancien conseiller fédéral Rudolf Gnägi.

 Lundi 22 avril 
- Visite officielle du roi Charles XVI Gustave de Suède et la reine Silvia.

 Vendredi 26 avril 
- Deux trains de la compagnie régionale Berne-Soleure entrent en collision en gare de Deisswil. L’accident cause la mort de quatre passagers et seize autres passagers sont blessés.

### Mai
Dimanche 5 mai 
- Élections cantonales à Soleure. Gottfried Wyss (PSS), Alfred Roetheli (PDC), Walter Buergi (PRD) et Fritz Schneider (PRD) sont élus au Conseil d’État lors du 1er tour de scrutin.

 Jeudi 9 mai 
- Effondrement du toit de la piscine d’Uster sur un bassin de natation. Douze personnes perdent la vie.
- Décès de Samuel Burnand, messager boiteux.

 Vendredi 24 mai 
- Vernissage de l’exposition Paul Klee à la Fondation Pierre Gianadda à Martigny.

### Juin
Dimanche 9 juin 
- Votations fédérales. Le peuple rejette, par 999 077 non (69,0 %) contre 448 016 oui (31,0 %), l'initiative populaire « Droit à la vie ».
- Votations fédérales. Le peuple approuve, par 903 345 oui (66,5 %) contre 454 560 non (33,5 %), l’arrêté fédéral supprimant la part des cantons au produit net des droits de timbre.
- Votations fédérales. Le peuple approuve, par 982 318 oui (72,3 %) contre 376 135 non (27,7 %), l’arrêté fédéral fixant la nouvelle répartition des recettes nettes provenant de l'imposition des boissons distillées.
- Votations fédérales. Le peuple approuve, par 787 056 oui (57,0 %) contre 592 851 non (43,0 %), l’arrêté fédéral portant suppression de l'aide aux producteurs cultivant le blé pour leurs propres besoins.
- Élections cantonales à Soleure. Max Egger (PDC) est élu au Conseil d’État lors du 2e tour de scrutin.

 Samedi 15 juin 
- Le Servette FC s’adjuge, pour la quinzième fois de son histoire, le titre de champion de Suisse de football.

 Jeudi 20 juin 
- L’Australien Phil Anderson remporte le Tour de Suisse cycliste

 Samedi 22 juin 
- Inauguration du Musée de l’alimentation à Vevey.

 Jeudi 27 juin 
- Le groupe horloger ASUAG-SSIH prend le nom de SMH Société suisse de microélectronique et d'horlogerie S.A..

### Juillet
Samedi 6 juillet 
- Ouverture à Zurich du premier magasin M-Informatic, société fondée par la Migros.

 Lundi 15 juillet 
- Décès à Neuilly-sur-Seine, à l’âge de 82 ans, du sculpteur Diego Giacometti.

 Mardi 23 juillet 
- Visite privée de François Mitterrand à Auvernier, où il rencontre les conseillers fédéraux Pierre Aubert et Kurt Furgler.

 Lundi 29 juillet 
- Décès du journaliste Jean-Pierre Goretta.

### Août
Jeudi 1er août 
- Décès d’Aloïs Carigiet, peintre et illustrateur de livres pour enfants.

 Dimanche 18 août 
- Inauguration du Musée de la photographie à Lausanne.

### Septembre
Samedi 7 septembre 
- Ouverture du 66e Comptoir suisse à Lausanne. La Tunisie en est l’hôte d’honneur.
- Premières émissions de la chaîne privée Télécinéromandie.

 Samedi 14 septembre 
- Une collision entre une locomotive et un train régional à Bussigny cause la mort de cinq personnes. 56 voyageurs sont blessés.

 Dimanche 22 septembre 
- Votations fédérales. Le peuple approuve, par 984 463 oui (58,8 %) contre 688 459 non (41,2 %), l'initiative populaire demandant l'harmonisation du début de l'année scolaire dans tous les cantons (Initiative sur la rentrée scolaire).
- Votations fédérales. Le peuple rejette, par 917 507 non (56,9 %) contre 695 288 oui (43,1 %), l’arrêté fédéral instituant une garantie contre les risques à l'innovation en faveur des petites et moyennes entreprises.
- Votations fédérales. Le peuple approuve, par 921 743 oui (54,7 %) contre 762 619 non (45,3 %), la modification du Code civil suisse relative aux effets généraux du mariage, au régime matrimonial et aux successions.

 Samedi 28 septembre 
- Disparition à Saxon (VS), de la petite Sarah Oberson.

### Octobre
Mardi 8 octobre 
- Inauguration de la Centrale nucléaire de Leibstadt.

 Lundi 14 octobre 
- Inauguration du Centre culturel suisse de Paris.

 Lundi 28 octobre 
- Décès du pianiste et chansonnier Albert Urfer.

### Novembre
Jeudi 7 novembre 
- Décès de l’ancien conseiller fédéral Friedrich Traugott Wahlen.

 Dimanche 10 novembre 
- Élections cantonales à Genève. Dominique Föllmi (PDC), Bernard Ziegler (PSS), Jean-Philippe Maître (PDC). Christian Grobet (PSS), Robert Ducret (PRD), Jacques Vernet (PLS) et Pierre Wellhauser (PLS) sont élus au Conseil d’État lors du 1er tour de scrutin.

 Samedi 16 novembre 
- Ouverture des premiers championnats du monde d'échecs par équipes à Lucerne.

 Mardi 19 novembre 
- Première rencontre entre Ronald Reagan et Mikhaïl Gorbatchev lors du Sommet de Genève.

### Décembre
Dimanche 1er décembre 
- Votations fédérales. Le peuple rejette, par 1 099 122 non (70,5 %) contre 459 358 oui (29,5 %), l'initiative populaire « pour la suppression de la vivisection ».

 Vendredi 6 décembre 
- Décès de l’écrivain Denis de Rougemont.